# 长肺鱼
長肺魚（學名：Protopterus dolloi），又稱長身肺魚、芝麻肺魚、細鱗非洲肺魚，為非洲肺魚屬的四種現生物種之一，於1900年由比利時動物學家乔治·亚伯特·布兰洁發表描述，種小名dolloi為紀念比利時古生物學家路易斯·道罗對肺魚分類的貢獻。本種廣泛分布於中部非洲，IUCN將其評估為無危物種。

## 生態

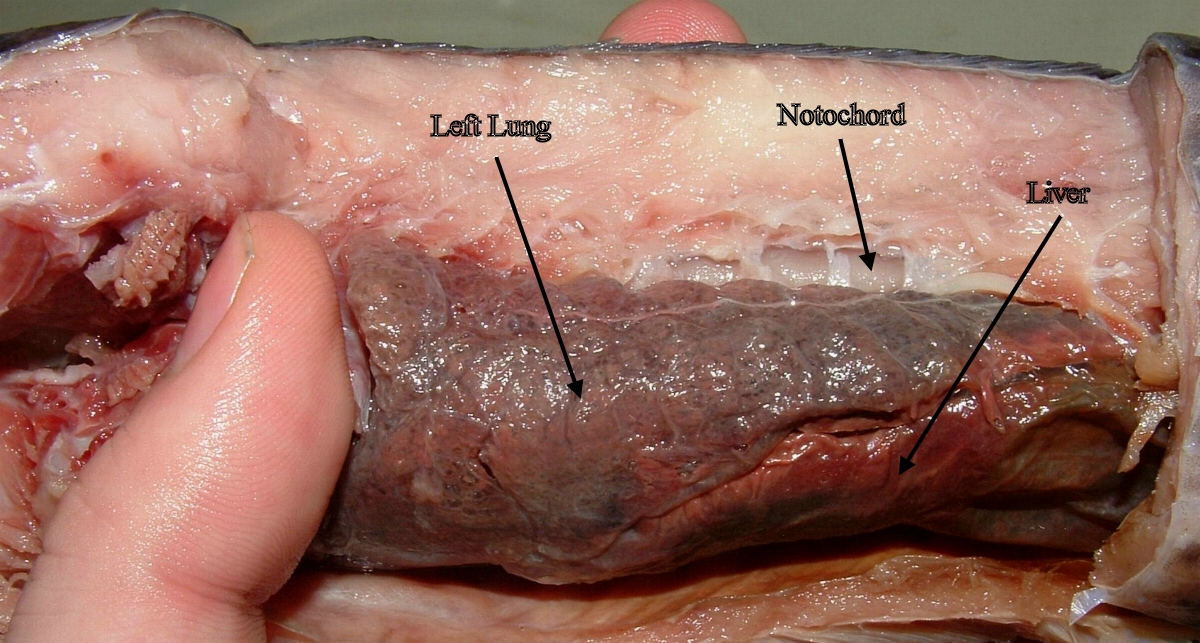
長肺魚的肺

長肺魚形似鰻魚，體型較同屬其他物種長，為底棲魚類，一般棲息於河床底部，但可在空氣中呼吸，分布範圍包括剛果河、奎盧-尼阿里河與奧果韋河盆地，在當地是一種食用魚。其巢常出現於六月至十月，乾季時，雄魚負責保護沼澤中的巢與蛋，雌魚則會出現在河流等流動的水域中。本種一般以其他魚類或昆蟲為食，但繁殖季時會取食較多植物。
長肺魚雖有夏蟄的能力，但因其棲地不會完全乾涸，一般不會進行夏蟄。相較於其他種肺魚在泥巴中夏蟄，長肺魚可自行分泌一層黏液，並夏蟄於其中。本種對生存水域氨的耐受性很高，雖具有所有尿素循環所需的酵素，但含氮廢物的排放仍以氨為大宗，有研究在實驗室中誘使長肺魚進行夏蟄後，發現其身體中氨的含量下降，同時尿素循環酵素的活性會上升，促進尿素的合成，顯示合成尿素的能力可能與長肺魚的夏蟄行為有關，另外也有研究顯示長肺魚可能藉由增加二氧化碳排放於水中的比例等機制以酸化周圍水域，使氨的濃度降低，從而增進其對氨的耐受性。

## 延伸閱讀
- Gosse, J.-P. . J. Daget, J.-P. Gosse and D.F.E. Thys van den Audenaerde (eds.)  (编).  I.. ORSTOM, Paris and MRAC, Tervuren. 1984: 8-17.
- Boden, G. . M.L.J. Stiassny, G.G. Teugels and C.D. Hopkins  (编). . Collection Faune et Flore tropicales 42. I. (Institut de Recherche pour le Développement, Paris, France, Muséum National d’Histoire Naturelle, Paris, France, and Musée Royal de l’Afrique Centrale, Tervuren, Belgium). 2007: 165-167.